# 貝馬里武河

貝馬里武河（Bemarivo）是馬達加斯加的河流，位於該國西北部，發源自首都塔那那利佛以北770公里的海拔高度2,100米處，最終注入印度洋，河道全長140公里，流域面積5,400平方公里。